# Eremogone pseudacantholimon
Eremogone pseudacantholimon är en nejlikväxtart som först beskrevs av Joseph Friedrich Nicolaus Bornmüller, och fick sitt nu gällande namn av J. Holub. Eremogone pseudacantholimon ingår i släktet Eremogone och familjen nejlikväxter. Inga underarter finns listade i Catalogue of Life.